# Willemsspoorbrug
Willemsspoorbrug – nieistniejący już most kolejowy nad Nową Mozą w Rotterdamie, w Holandii. Został wybudowany w latach 1870–1877 i otwarty 28 kwietnia 1877 roku. Most stał tuż obok otwartego w następnym roku mostu Willemsbrug. Nie łączył bezpośrednio obydwu brzegów rzeki, tylko północny brzeg z wyspą Noordereiland. Posiadał 5 przęseł zawieszonych 9 metrów nad poziomem wody. W latach 1987–1993 został wybudowany tunel kolejowy Willemsspoortunnel (otwarty 15 września 1993 roku), który zastąpił ponad stuletni most. Willemsspoorbrug został tym samym zamknięty, a w 1994 roku rozebrany. Ze starego mostu zachował się najbardziej na północ wysunięty filar, który do dziś stoi w Nowej Mozie.